# NGC 38
NGC 38 (también conocido como MCG-1-1-47, Stephan XII o PGC 818) es una galaxia espiral localizada en la constelación de Piscis.

## Información y observación
Esta galaxia posee una magnitud +13, que la hace algo más brillante que las demás galaxias de Piscis, y es de tipo (R)SAa), por lo cual es una galaxia espiral. Al telescopio es descrito como un redondel o círculo débil muy brillante en el centro. 
Dado que su corrimiento al rojo es de 8035 km/s, podemos determinar que está a 360 millones de años luz de la Tierra, y dado su tamaño de 1,3 x 1,3 minutos de arco, esta galaxia debe medir cerca de 140.000 años luz de tamaño. 1